# Franco Ibarra
Franco Ibarra (ur. 28 kwietnia 2001 w Tigre) – argentyński piłkarz występujący na pozycji defensywnego pomocnika, od 2024 roku zawodnik Rosario Central.